# San Francisco Express
San Francisco Express es el séptimo álbum de estudio de la banda española Los Suaves publicado en 1997 con el sello discográfico PolyGram Ibérica.
El título del álbum hace referencia al cementerio de San Francisco situado en Orense que metafóricamente es un tren cuya última parada es la muerte. Se trata de un álbum conceptual donde la temática gira en torno a la historia de varias personas fallecidas como Lisa, a causa de sida a los 26 años; Tomás el tendero, liquidado por las hipotecas; los sin techo; o Isaac que murió en una misión de paz en Bosnia. El álbum vendió 30 000 copias en su primera semana de lanzamiento.

## Temas
Todas las canciones escritas por Yosi Domínguez excepto donde sea indicado
1. San Francisco Express - 6:31
2. Hotel - 6:27
3. Ourense - Bosnia (Yosi/Alberto Cereijo) - 9:10
4. Sin techo - 7:45
5. Luis y su mujer - 4:23
6. Preparados para el R&R (Yosi/Alberto Cereijo) - 4:34
7. Lisa (1970 - 1996) - 8:24
8. Tomás el tendero - 5:11
9. Antisocial (Bernard Bonvoisin/Norbert Krieff; adaptada por Yosi) - 5:04
10. Dios es suave - 7:24